# Klaus Zaczyk
Klaus Zaczyk (* 25. Mai 1945 in der Steiermark) ist ein ehemaliger deutscher Fußballspieler.
Klaus Zaczyk wurde auf der Flucht seiner Mutter aus Oberschlesien im Keller eines Wirtshauses in der österreichischen Steiermark geboren. Seine Eltern stammten aus Ratibor. Sein Vater befand sich währenddessen in britischer Kriegsgefangenschaft. Die Familie strandete in Oberhessen und fand ihre neue Heimat in Sterzhausen bei Marburg.
Er spielte von 1963 bis 1978 in der Bundesliga und brachte es dabei auf 400 Spiele und 61 Tore. Er wurde am 22. Februar 1967 in der Nationalmannschaft gegen Marokko eingesetzt und erzielte ein Tor. Mit dem Hamburger SV gewann er 1976 den DFB-Pokal und in der Bundesliga wurde er Vizemeister.

## Karriere
Zaczyk war der jüngste Spieler in der Startrunde der Bundesliga 1963/64 und der einzige, der nach Kriegsende geboren war. Er begann das Fußballspielen beim FSV Sterzhausen. Der UEFA-Jugend-Spieler des VfL Marburg (er absolvierte 1963 alle fünf Spiele dieser Jugendnationalmannschaft; Mitspieler beim UEFA-Juniorenturnier waren u. a. Peter Löwer, Josef Weilbächer, Jürgen Rumor, Ferdinand Heidkamp, Helmut Sandmann, Willi Dürrschnabel und Günter Netzer) war im Sommer 1963 zum Karlsruher SC gewechselt und debütierte bereits am dritten Spieltag in der neu geschaffenen höchsten deutschen Spielklasse. Mit 18 Jahren (3 Monate und 13 Tage) spielte er vor ausverkauften Haus im Karlsruher Wildparkstadion unter Flutlicht gegen den Hamburger SV mit Uwe Seeler und Charly Dörfel. Dieser 7. September 1963 sollte zwar vom Ergebnis her nicht zu den Höhepunkten in der Laufbahn des jungen Talentes werden (der HSV gewann klar mit 4:0 Toren), wurde aber trotzdem zum Start einer sehr langen und erfolgreichen Karriere im deutschen Spitzenfußball. Seine beste Runde mit dem KSC erlebte Zaczyk 1966/67 mit dem 13. Rang, als er mit Horst Wild, Willi Dürrschnabel, Arthur Dobat und Dragoslav Šekularac ein gutes BL-Mittelfeld bildete und dabei in 33 Ligaspielen fünf Tore erzielte. Er brachte es in der Bundesliga von 1963 bis 1978 auf 400 Bundesligaspiele und schoss dabei 61 Tore. Nach dem Abstieg des Karlsruher SC 1968 holte ihn Max Merkel zum amtierenden Meister 1. FC Nürnberg an die Noris. Seine Wertigkeit für den „Club“ unterstreicht eine Leistungsbeschreibung nach dem Bundesligaspiel am 30. Oktober 1968 bei Eintracht Braunschweig in der Chronik der 60er Jahre: „Zwei Duelle gingen klar an die Gäste und gaben der Partie somit die entscheidende Richtung vor. Zaczyk ließ Ulsaß niemals aus den Augen und verteilte seinerseits die Bälle nach bester Manier. Als Braunschweig später zur Gegenoffensive bließ, war er es auch, der  das Konterspiel in kluge Bahnen lenkte und das Tempo drosselte, wann immer es weise erschien.“ Höhepunkt dieser ansonsten für die Nürnberger unglücklich verlaufenden Saison – man stieg als Titelverteidiger sensationell aus der Bundesliga ab – waren die zwei Spiele im Europapokal der Landesmeister gegen Ajax Amsterdam im September/Oktober 1968.
Bundestrainer Helmut Schön berief Zaczyk 1967 für ein Länderspiel gegen Marokko in die A-Nationalmannschaft, in diesem seinem einzigen Spiel erzielte er auch ein Tor. Er zählte zwar 1968 noch einmal zum Kader der A-Nationalmannschaft, kam beim WM-Qualifikationsspiel am 23. November 1968 in Nikosia gegen Zypern aber nicht zum Einsatz. Am 7. Mai 1969 spielte Zaczyk für die deutsche Junioren-Auswahl U23 gegen Österreich. Am 23. April 1970 meldete ihn der DFB in der 40er-Liste der FIFA für die Fußball-Weltmeisterschaft 1970 in Mexiko.
Seine größten Erfolge feierte er als Mittelfeldspieler beim Hamburger SV unter Trainer Kuno Klötzer mit dem Gewinn des DFB-Pokals 1976 und der Vizemeisterschaft in der Bundesliga in derselben Saison. Im Jahr darauf folgte der Triumph im Europapokal der Pokalsieger gegen den RSC Anderlecht aus Belgien. Im Finale gegen Anderlecht kam Zaczyk zwar nicht zum Einsatz; in den vorangegangenen Spielen gegen Keflavík, Heart of Midlothian, MTK Budapest und Atlético Madrid hatte er aber noch an der Seite von Felix Magath und Manfred Kaltz für den Erfolg des HSV gekämpft. Auch das DFB-Pokalfinale 1974 gegen Eintracht Frankfurt, das mit 1:3 nach Verlängerung verloren ging, sowie die Spiele in den europäischen Wettbewerben ab der Saison 1970/71 mit dem Hamburger SV (anfangs noch mit Uwe Seeler, Willi Schulz, Gert Dörfel, Jürgen Kurbjuhn und „Bubi“ Franz-Josef Hönig) waren Glanzpunkte der langjährigen Laufbahn von Klaus Zaczyk. Beim Hamburger SV galt der „Dauerläufer“ und „Mittelfeldrenner“ auf der rechten Seite als Muster an Beständigkeit.
Im Spielerlexikon ist zu ihm notiert: „Über ein Jahrzehnt lang einer der prägenden Mittelfeldspieler der jungen Bundesliga. Er war ein sehr laufstarker, leichtfüßiger, technisch sehr guter, spielintelligenter und torgefährlicher Achter, der mit präzisen, ruhigen Flachpässen dem Spiel gewisse Strukturen gab, meist eher seitlich spielte, aber auch ins Zentrum rücken konnte“.

## Abschluss der Laufbahn
Nach seiner Zeit an der Alster wechselte er 1978 zum KSV Hessen Kassel und feierte dort 1980 den Aufstieg in die 2. Bundesliga. Mit 37 Jahren setzte er dann 1982 den Schlusspunkt als Berufsfußballer. Er hatte für den KSV noch 65 Spiele in der 2. Bundesliga absolviert und dabei sechs Tore erzielt. Danach schloss er sich dem CSC 03 Kassel in der Hessischen Amateur-Oberliga an und feierte dort mit 40 Jahren noch die Vizemeisterschaft und die Teilnahme an der Deutschen Amateurmeisterschaft. 1985 beendete er dort seine aktive Laufbahn und trainierte den Verein noch in der Saison 1985/86.
In kleineren hessischen Amateurclubs (VfB Bettenhausen, SV Epterode, FC Großalmerode) war er noch bis 1992 als Spielertrainer im Einsatz.